# Protea*
Protea*（バイプロテア）は、日本の男性8人組ダンス&ボーカルグループ。通称：バイテア。プラチナムピクセル所属。

## 概要
コンセプトはグループの花言葉である「変幻自在」。メンバーの個性を活かしたライブパフォーマンスが魅力。YouTubeとsmash.で配信された『プラチナムピクセル1st BOYS GROUP AUDITION』にて結成された。
2023年8月15日、Shibuya eggmanでデビュー。1st楽曲「INAZUMA FATE」はKEYTALKの寺中友将が楽曲提供。

## 略歴

### 2023年
- 2月1日～3月5日、smash.にてオーディション配信審査が開催された。
- 3月某日、配信審査を通過した10名の候補者がファイナル合宿審査に参加。
- 4月29日～7月22日、合宿審査の模様を追った番組が『プラチナムピクセル1st BOYS GROUP AUDITION』として、全13回にわたりYouTube・smash.にて配信された。
- 7月8日、同番組のEpisode11内で、川村・出村・岡島・立嶋・飯泉の合格が発表された。
- 7月15日、Episode12内で、グループ名とロゴ、追加オーディションによる大塚・綾瀬の加入、デビューライブの開催が発表された。
- 8月15日、「Debut Live『Protea*』」をShibuya eggmanにて開催。1stワンマンライブの開催を発表。
- 9月30日、KEYTALK寺中友将プロデュースの楽曲「INAZUMA FATE」MV公開・サブスク配信開始。
- 11月14日、「Going my way」「Feel so free」がサブスク配信開始。
- 11月15日、「New Birth」がサブスク配信開始。
- 11月17日、「1st ONEMAN LIVE『Inspire ~like a prominence~』」をClub Asiaにて開催。チケットはソールドアウト。「Strength」「渇き」を初披露。2ndワンマンライブの開催、Showroom公式配信番組の開始を発表。
- 12月21日、初のShowroom公式配信を実施。番組名が「⚡ばいぷろてあ💕って読ませたい」に決定。

### 2024年
- 2月26日、「Strength」「渇き」がサブスク配信開始。
- 3月1日、「2nd Oneman Live『~Chapter of Leap~』」を五反田G4にて開催。チケットはソールドアウト。「Shining Star」を初披露。
- 3月17日、「Shining Star」がサブスク配信開始。
- 7月15日、「3rd Oneman Live『~Beyond the Horizon~』」をESPエンタテイメント東京 12号館club 1ne2woにて開催。チケットはソールドアウト。「Brand New Day」「Lonely」を初披露。
- 7月23日、「Brand New Day」がサブスク配信開始。
- 9月17日、「Lonely」がサブスク配信開始。
- 9月28日に名古屋RAD SEVEN、29日に大阪CLUB GARDENにて、初の名阪単独ライブ「color over the world」を開催。
- 10月17日、四谷LOTUSで開催された「Road to BOYS FILE FESTIVAL 2024」にて会場投票1位となり、Zepp Shinjukuで開催される「BOYS FILE FESTIVAL 2024」出場権を獲得。
- 11月11日、「BOYS FILE FESTIVAL 2024」で初のZepp出演。
- 12月29日、「Protea*主催2man Live～青春CYBER大好きSP～」「Protea*～今年もありがとうございました、来年もよろしくお願いします！年末大忘年会SP～」を五反田G6にて開催。

### 2025年
- 1月1日、新メンバーオーディションの開催を発表。
- 1月16日～3月9日、全国17ヶ所にわたるフリーライブツアーを開催。
- 1月26日、初のデジタルEPとして「BAMBOO SHOT」「break out of cage」「weirdo」の3曲をサブスク配信開始。
- 2月1日、「BAMBOO SHOT」がTBS系列「ひるおび」2月度エンディングテーマに決定。
- 3月5日、新メンバーオーディションについて該当者無しの結果を報告。
- 3月15日、4th Oneman Live「7Colors of Bouquet〜なないろの花束〜」 を Veats SHIBUYAにて開催。「なないろの花束」（未配信楽曲）を初披露。
- 4月22日、新メンバーオーディションの再募集を発表。
- 5月4日、初の単独マンスリーライブ「ぷろてあとあそぼ Vol.1」をStudio Freedomにて開催。
- 6月3日、綾瀬いぶき脱退。
- 6月9日、6月18日～7月19日の期間限定サポートメンバーとして同事務所所属の永島龍之介を迎えることを発表。
- 6月14日、「ぷろてあ体操」がサブスク配信開始。
- 7月5日に心斎橋SHOVEL、7月6日に大須TOYSにて、「Protea* 2nd Anniversary Tour」を開催。
- 7月19日にツアーファイナルとして、5th Oneman Live「晴れ!ハレ‼︎Halley‼︎!」をSpotify O-WESTにて開催。「Halley」を初披露。オーディションより新メンバーとして朝日奈侑史、鈴木博貴の2名が加入。
- 8月6日、「Halley」がサブスク配信開始予定。
- 2025年秋、全国フリーライブツアーを開催予定。
- 12月20日、「Protea*年末スペシャルライブ」をYOKOHAMA ReNY betaにて開催予定。

### 2026年
- 7月20日、6th Oneman LiveをZepp Shinjukuにて開催予定。[2]

## メンバー

### 現メンバー
| 名前                        | メンバーカラー | 生年月日（年齢）       | 出身地   | 備考 |
| --------------------------- | -------------- | ---------------------- | -------- | --- |
| 川村 泰成 かわむら たいせい | 白             | 1996年9月7日（28歳）   | 茨城県   | リーダー 元UP ROAD BOYS（2022年10月卒業） 出村と共に「おじーず」としてYouTube・Tiktokで活動                                               |
| 出村 香月 でむら かつき     | 青             | 1999年2月28日（26歳）  | 鹿児島県 | 元Be the Best（2023年2月解散） 2021-2022 蒼井翔太LIVE 『WONDER lab.coRe』ツアーダンサー 川村と共に「おじーず」としてYouTube・Tiktokで活動 |
| 岡島 源武 おかじま もとむ   | 緑             | 1999年11月13日（25歳） | 東京都   | 大学生コレオグラファー日本一決定戦での優勝歴あり 「Black Out」以外すべてのカバー楽曲の振付・構成を担当                                    |
| 立嶋 迅留 たてしま はやと   | オレンジ       | 2001年11月11日（23歳） | 京都府   | 元USJハミクマダンサー（2022年） |
| 飯泉 遥斗 いいずみ はると   | 紫             | 2002年6月27日（23歳）  | 東京都   | 「男子高校生ミスターコン2020」ファイナリスト 「今日、好きになりました。卒業編2021」出演                                                   |
| 大塚 琉司 おおつか るいじ   | 黄             | 2003年12月10日（21歳） | 熊本県   | 元EXPG 福岡校 「FLEEKBOY CONTESTS」ファイナリスト️ 「超十代 2023」出演                                                                     |
| 朝比奈 侑史 あさひな ゆうじ | ピンク         | 2001年12月3日（23歳）  | 兵庫県   | ダンスインストラクター・ダンサーとして活動 新メンバーオーディションを経て2025年7月19日加入                                                |
| 鈴木 博貴 すずき ひろき     | ブラック       | 1999年7月1日（26歳）   | 愛知県   | モデルとして活動 新メンバーオーディションを経て2025年7月19日加入                                                                          |

### 元メンバー
| 名前                              | メンバーカラー | 生年月日（年齢）       | 出身地 | 備考                                                                       |
| --------------------------------- | -------------- | ---------------------- | ------ | -------------------------------------------------------------------------- |
| 綾瀬 いぶき あやせ いぶき         | ピンク         | 2005年6月5日（20歳）   | 東京都 | デビュー時に活動名を阪本一颯→綾瀬いぶきに変更 2025年6月3日付でグループ脱退 |
| 永島 龍之介 ながしま りゅうのすけ | 水色           | 2001年11月20日（23歳） | 福岡県 | 2025年6月18日～7月19日の期間、サポートメンバーとして活動                   |

## 作品

### オリジナル曲
| 曲名              | リリース日     | クレジット                                                     |
| ----------------- | -------------- | -------------------------------------------------------------- |
| INAZUMA FATE      | 2023年9月30日  | 作詞・作曲：寺中友将（KEYTALK）                                |
| Going My Way      | 2023年11月13日 | 作詞：Haruhito Nishi(ONEly Inc.) 作曲：Yohei Kunii(ONEly Inc.) |
| Feel so Free      | 2023年11月14日 | 作詞・作曲：keiji                                              |
| New Birth         | 2023年11月15日 | 作詞：すぅ(SILENT SIREN) 作曲：クボナオキ                      |
| Strength          | 2024年2月26日  | 作詞：ヤマグチケイジ 作曲：クボナオキ                          |
| 渇き              | 2024年2月26日  | 作詞・作曲：Mitsuo                                             |
| Shining Star      | 2024年3月17日  | 作詞：Zinee 作曲：Zinee/Shoubun                                |
| Brand New Day     | 2024年7月23日  | 作詞：Zinee 作曲：Zinee & Shoubun                              |
| Lonely            | 2024年9月17日  | 作詞・作曲：サイトウショウタ                                   |
| BAMBOO SHOT       | 2025年1月26日  | 作詞：gully 作曲：Naruse & gully                               |
| break out of cage | 2025年1月26日  | 作詞・作曲：Mitsuo                                             |
| weirdo            | 2025年1月26日  | 作詞・作曲：Mitsuo                                             |
| ぷろてあ体操      | 2025年6月14日  | 作詞：Haruhito Nishi(ONEly Inc.) 作曲：Yohei Kunii(ONEly Inc.) |

### カバー曲
- 「StaRt」Mrs.GREEN APPLE
- 「Black Out」PRODUCE 101 JAPAN
- 「WISH」嵐
- 「青いイナズマ」SMAP
- 「ノーダウト」Official髭男dism

## ライブ・イベント

### ワンマンライブ
- 1st ONEMAN LIVE『Inspire ~like a prominence~』（2023年11月17日、Club Asia）
- 2nd Oneman Live『~Chapter of Leap~』（2024年3月1日、五反田G4）
- 3rd Oneman Live『~Beyond the Horizon~』（2024年7月15日、ESPエンタテイメント東京 12号館club 1ne2wo）
- 4th Oneman Live「7Colors of Bouquet〜なないろの花束〜」 （2025年3月15日、 Veats SHIBUYA）
- 5th Oneman Live「晴れ!ハレ‼︎Halley‼︎!」（2025年7月19日、Spotify O-WEST）

### 主催ライブ
- Debut Live『Protea*』（2023年8月15日、Shibuya Eggman） ゲスト：GOODLUXX
- 名古屋・大阪2DAYS単独ライブ「color over the world」（2024年9月28日 RAD SEVEN、9月29日 CLUB GARDEN）

- 「Protea*主催2man Live～青春CYBER大好きSP～」（2024年12月29日、五反田G6）

　　ゲスト：青春CYBER
- 「Protea*～今年もありがとうございました、来年もよろしくお願いします！年末大忘年会SP～」（2024年12月29日、五反田G6）
- 「Protea* 2nd Anniversary Tour」（2025年7月5日 心斎橋SHOVEL、7月6日 大須TOYS）

#### 『Crossover』
| タイトル | 開催日         | 会場               | ゲスト                                        |
| -------- | -------------- | ------------------ | --------------------------------------------- |
| Vol.1    | 2023年10月17日 | 青山RizM           | 2X2X                                          |
| Vol.2    | 2024年4月22日  | Studio Freedom     | FORWAN/Ready?                                 |
| Vol.3    | 2024年6月24日  | 青山RizM           | GOODLUXX/Last Prince/PA-CHIKU（チームドット） |
| Vol.4    | 2024年10月11日 | YOANI Live Station | GOODLUXX/Maizon B/100STARS                    |
| Vol.5    | 2024年11月12日 | Studio Freedom     | F1RST SENSE                                   |
| Vol.6    | 2024年12月9日  | Studio Freedom     | FLS/Def Class/U＆Pia                          |
| Vol.7    | 2025年1月28日  | Studio Freedom     | ON FLEEK/100STARS                             |
| Vol.8    | 2025年3月29日  | Studio Freedom     | BLVCKBERRY/MEY:DAY                            |
| Vol.9    | 2025年4月22日  | Studio Freedom     | DBSing/Yikes                                  |
| Vol.10   | 2025年5月26日  | K-stage O!         | BANGERS/U&Pia/ON FLEEK                        |
| Vol.11   | 2025年6月26日  | K-stage O!         | ALL IN/GLOWE/remain Vapour                    |

#### 『まるてぃぱ』
| 開催日        | 会場               | ゲスト                       |
| ------------- | ------------------ | ---------------------------- |
| 2024年5月25日 | 五反田G4           | GiFTed/Answers/SYANK/調整中  |
| 2024年9月10日 | Yoani Live Station | Last Prince/青春CYBER        |
| 2025年2月25日 | Studio Freedom     | Last Prince/青春CYBER/BubbLE |
| 2025年5月4日  | Studio Freedom     | 100STARS/ENDRIP/i            |
| 2025年7月5日  | 心斎橋SHOVEL       | I$M/Aim for One              |
| 2025年7月6日  | 大須TOYS           | LIT/ELVA                     |

#### 『ぷろてあとあそぼ』
| タイトル | 開催日        | 会場           | コンテンツ                                                                                           |
| -------- | ------------- | -------------- | --- |
| Vol.1    | 2025年5月4日  | Studio Freedom | ユニット：まんなかいだんず（立嶋/飯泉/大塚）、わくわく音楽クラブ（綾瀬/岡島）、おじーず（川村/出村） |
| vol.2    | 2025年6月6日  | Studio Freedom | メンバー全員ソロステージ                                                                             |
| in福岡   | 2025年6月14日 | 天神Buddy up!  | ダンスカバーメドレー                                                                                 |